# Eva Bernáthová
Eva Bernáthová (* 4. Dezember 1922 in Budapest; † 21. Januar 2019 in London) war eine tschechische Pianistin und Musikpädagogin.

## Leben und Werk
Eva Bernáthová war von ihrer Mutter zum Musikstudium ermutigt worden und trat im Alter von sieben Jahren in die Liszt-Akademie in Budapest ein. Dort studierte sie zunächst bei Béla Böszörményi-Nagi und später bei Paul Weingarten in Wien. Im März 1944 besetzten deutsche Truppen Ungarn, beschlagnahmten die Wohnung der jüdischen Familie Bernáthová und verbrachten alle Familienmitglieder in ein Ghetto. Dort musste die Familie bis Januar 1945 ausharren.
Nach Wiederaufnahme ihres Studiums lernte Eva Bernáthová in der Kammermusikklasse von Leó Weiner den tschechischen Geiger Josef Bernáth kennen. Die beiden heirateten 1947 und ließen sich in Prag nieder. Zu den Besuchern ihres Hauses gehörten Musiker wie die Pianisten Sviatoslav Richter und Annie Fischer, der Geiger David Oistrach und der Dirigent Karel Ančerl.
Eine der Musikaufnahmen Leoš Janáčeks von Eva Bernáthová wurde mit dem Grand Prix du Disque ausgezeichnet. Mit dem Janáček-Quartett unternahm Eva Bernáthová Tourneen durch Großbritannien, Australien und Neuseeland. Sie spielten Quintette Schostakowitschs, Dvořáks und Brahms’ ein. Zu Eva Bernáthovás weiteren Aufnahmen gehörten Mili Balakirews orientalische Phantasie Islamej, Solowerke von Wolfgang Amadeus Mozart, Peter Tschaikowski, Franz Liszt und Jan Václav Voříšek sowie Konzerte von Maurice Ravel, César Franck und Bohuslav Martinů.
1965 zog das Ehepaar Bernáthová-Bernáth nach London. Nach der sowjetischen Invasion in die Tschechoslowakei im August 1968 mussten sie ihr Zuhause in Prag ganz aufgeben. Ein Auftritt bei den Proms 1969, als Eva Bernáthová Beethovens Klavierkonzert Nr. 2 mit der Tschechischen Philharmonie spielte, wurde von BBC Two im Fernsehen übertragen. 1974 zog sich Eva Bernáthová von öffentlichen Konzerttätigkeiten zurück. Von 1970 bis 1991 wirkte sie als Klavierpädagogin am Trinity College of Music in London.